# 小行星9464
小行星9464（英語：9464）是一颗围绕太阳公转的小行星。1998年4月23日，林肯近地小行星研究小组在索科罗发现了此天体。
这颗小行星的绝对星等为241.93251等。